# Alexandre Jules de La Rochefoucauld
Alexandre-Jules, 2e comte de La Rochefoucauld (Mello, 22 janvier 1796 - Paris, 21 avril 1856), 3e duc d'Estissac, est un militaire et homme politique français du XIXe siècle.

## Biographie
« Fils de sieur François-Alexandre de La Rochefoucauld, propriétaire, domicilié en la commune de Mello, et de dame Adélaïde-Marie-Françoise Pivart de Chatelet », entra en 1812 à l'École militaire de Saint-Germain.
En 1814, il fut nommé par Napoléon Ier officier au 4e régiment de chasseurs à cheval ; il prit part (1815) aux divers engagements qui eurent lieu sous les murs de Paris, et fut spécialement chargé, sous les ordres du général de Gally[Qui ?], de défendre Neuilly, Sèvres et Saint-Cloud.
Alexandre-Jules de La Rochefoucauld fut autorisé, par le roi Louis XVIII, au mois de juin 1817, à accepter et à porter la décoration de chevalier de l'ordre de l'Épée de Suède.
En 1819, le maréchal Gouvion-Saint-Cyr, ministre de la Guerre, lui confia la rédaction d'une des parties historiques du dépôt de la Guerre, celle qui concernait la campagne d'Allemagne[Laquelle ?].
Aide de camp du duc d'Orléans en 1828, il perdit l'année suivante son beau-père, le général Dessolles. Or, à l'époque de son mariage, il avait eu, paraît-il, verbalement, la promesse d'hériter de la pairie du général ; mais les relations du comte de La Rochefoucauld avec le duc d'Orléans détournèrent Charles X de lui accorder cette faveur.
Lors de la révolution de Juillet 1830, le comte était à quinze lieues de Paris. Il accourut à la première nouvelle des événements, arriva le 29 à Neuilly, et ne quitta plus Louis-Philippe Ier qui le garda auprès de lui comme aide de camp.
Élu, le 28 octobre suivant, député du Loiret, au collège de département, par 600 voix sur 935 votants et 1 408 inscrits, en remplacement de M. de Riccé nommé préfet, il prit place dans la majorité conservatrice et gouvernementale, avec laquelle il vota régulièrement jusqu'en 1837, avant obtenu sa réélection :
1. le 5 juillet 1831, dans le 1er collège du Loiret (Pithiviers) par 193 voix (378 votants, 449 inscrits, contre 170 à M. Laisné de Villévêque[2] et,
2. le 21 juin 1834, par 175 voix (315 votants, 394 inscrits), contre 126 au même concurrent[4].

À la Chambre des députés, il demanda que les membres de l'Institut de France fussent électeurs, à la condition de payer la moitié du cens électoral ; il appuya l'augmentation du traitement des ambassadeurs, et vota les lois de septembre 1835.
M. de La Rochefoucauld échoua au renouvellement de 1837, et fut remplacé par M. Lejeune. Le 7 novembre 1839, une ordonnance royale l'appela à la Chambre des pairs. Il soutint de ses votes, au palais du Luxembourg, la monarchie de Juillet, et fut rendu à la vie privée par la révolution de Février 1848.
Officier de la Légion d'honneur, il fut admis à la retraite avec le grade de colonel d'état-major.

## Récapitulatifs

### Titres
- 2e Comte de La Rochefoucauld[3] (2 mars 1841 - 21 avril 1856) ;
- 3e Duc d'Estissac (7 novembre 1840 - 21 avril 1856) :
  - Louis-Philippe Ier autorisa, en 1839, son ancien aide de camp  à porter le titre de duc d'Estissac (décision royale du 7 novembre 1840)[5].

### Décorations
| Officier de la Légion d'Honneur | Chevalier de l'ordre de l'Épée de Suède |

- Officier de la Légion d'honneur[4] ;
- Chevalier de l'ordre de l'Épée de Suède (juin 1817)[3] ;

### Armoiries
Burelé d'argent et d'azur, à trois chevrons de gueules, brochant sur le burelé, le premier chevron écimé.

## Ascendance & postérité

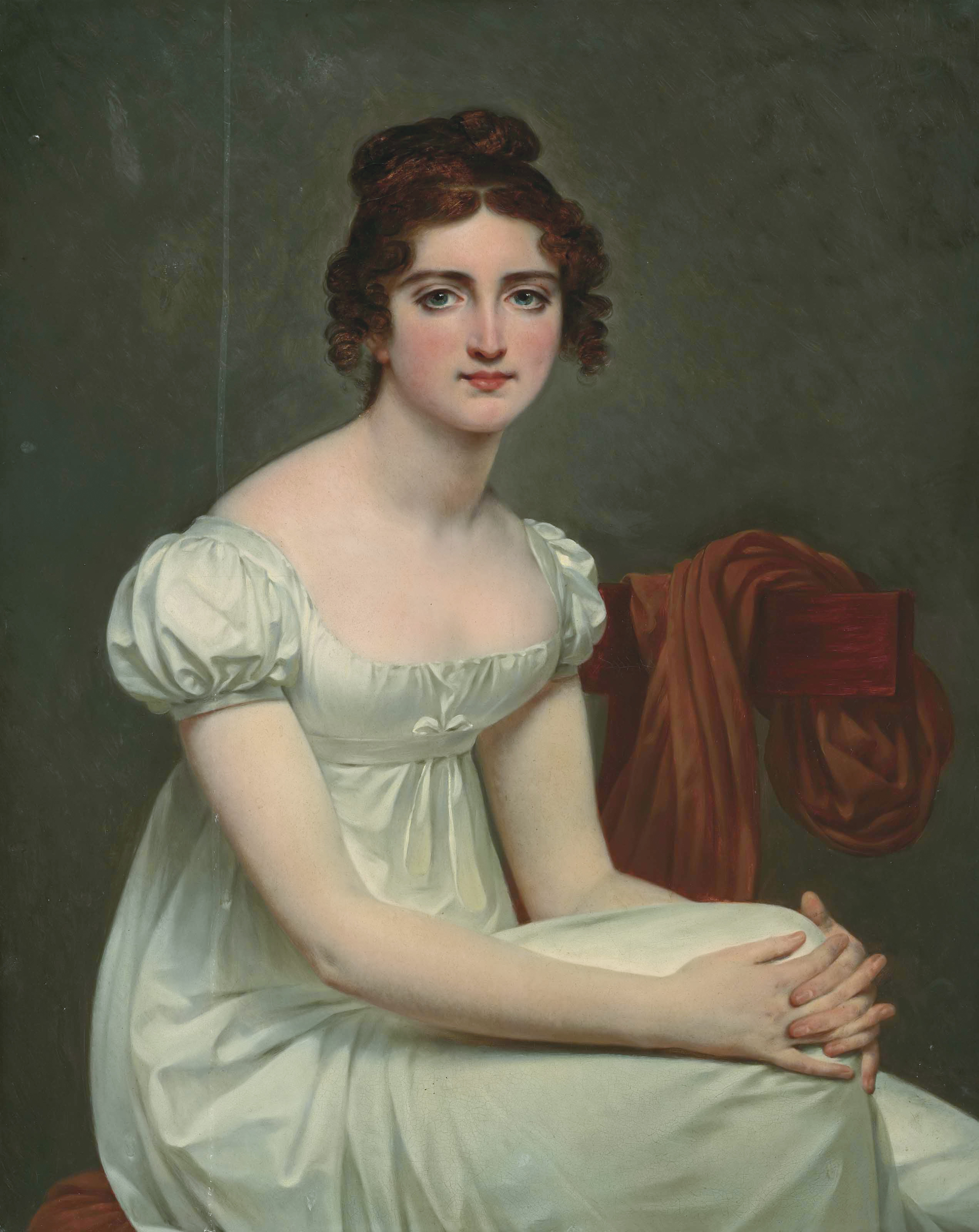
Hélène Charlotte Pauline Dessolles (Antoine-Jean Gros)

Fils aîné d'Alexandre-François, comte de La Rochefoucauld (1767-1841) et d'Adélaïde de Pyvart de Chastullé (1769-1814), Alexandre Jules épousa, le 11 septembre 1822 à Liancourt, avec Hélène-Charlotte-Pauline Desolle(s) (Paris, 17 juillet 1803 - Paris, 10 juillet 1864), fille de Jean-Joseph-Paul-Augustin de Solle, marquis Desolle, pair de France, ministre d'État, lieutenant-général des armées du roi, chevalier du Saint-Esprit, commandeur de Saint-Louis, grand-cordon de la Légion d'honneur et d'Anne Émilie de Picot de Dampierre. Deux branches des La Rochefoucauld sont issues de leur mariage, les ducs d'Estissac et les Princes de La Rochefoucauld-Montbel.
- Ensemble, ils eurent:
  - Thérèse-Louise-Françoise-Alexandre (Paris, 13 juillet 1823 - Nettuno, 1er juillet 1894), mariée à Paris le 2 décembre 1843, avec son cousin don Marcantonio (1814-1866), prince Borghese, 8e prince de Sulmona, dont postérité ;
  - Félicité-Pauline-Marie de la Rochefoucauld (Paris, 3 décembre 1824 - Paris, 9 mai 1911), mariée à Paris le 29 avril 1846, avec Louis Charles, 2e comte Greffulhe (1814-1888), banquier, pair de France, dont postérité ;
  - Roger-Paul-Louis-Alexandre (Paris, 17 mai 1826 - Château de Combreux, 6 novembre 1889), 4e duc d'Estissac, 3e comte de La Rochefoucauld, marié le 21 avril 1853 à Paris, avec Juliette de Ségur (1835-1905), fille de Paul-Charles-Louis-Philippe, 2e comte de Ségur (1809-1886), dont postérité :
    - Ducs d'Estissac ;

  - Arthur (Paris, 1er mai 1831 - Paris, 23 juin 1888), marié, le 18 septembre 1854 à Orléans (Loiret), avec Marie-Luce de Montbel (1835-1920), dont postérité :
    - Princes et comtes de La Rochefoucauld et de La Rochefoucauld de Montbel ;

  - René (Paris, 2 mai 1831 - mort jeune) ;
  - Paul (Paris, 13 novembre 1836 - 3 septembre 1840).

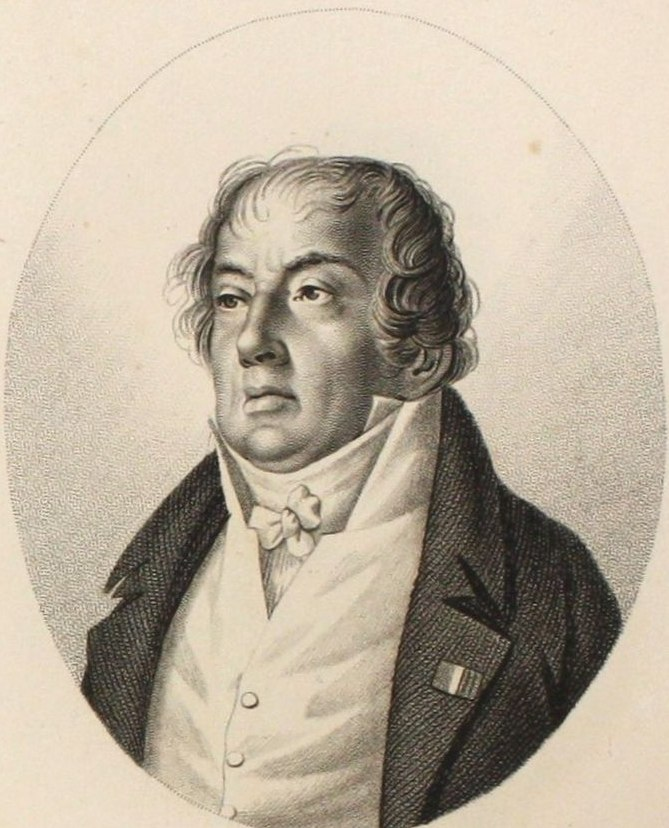
Alexandre-François de La Rochefoucauld, père du duc d'Estissac
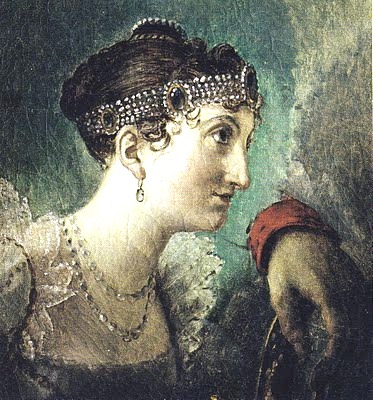
Adélaïde de Pyvart de Chastullé (1769-1814), comtesse de La Rochefoucauld, mère du duc